# Valdrôme
Valdrôme település Franciaországban, Drôme megyében. Lakosainak száma 134 fő (2022. január 1.). Valdrôme L’Épine, La Piarre, La Bâtie-des-Fonds, Beaurières, Charens, Les Prés, Saint-Dizier-en-Diois és Valdoule községekkel határos.

## Népesség
A település népessége az elmúlt években az alábbi módon változott:
| Lakosok száma | 158  | 151  | 117  | 136  | 140  | 147  | 146  | 140  | 134  | 134  |
|               | 1968 | 1982 | 1990 | 2006 | 2013 | 2015 | 2017 | 2019 | 2020 | 2022 |